# Eucnephalia gonoides
Eucnephalia gonoides är en tvåvingeart som beskrevs av Townsend 1892. Eucnephalia gonoides ingår i släktet Eucnephalia och familjen parasitflugor.
Artens utbredningsområde är Arizona. Inga underarter finns listade i Catalogue of Life.